# National Film Award/Bester Film in Kannada
Die Gewinner des National Film Award der Kategorie Bester Film in Kannada (Best Feature Film in Kannada) waren:
| Jahr | Film                  | Regisseur                  | Produzent                                           |
| ---- | --------------------- | -------------------------- | --------------------------------------------------- |
| 1988 | Bannada Vesha         | Girish Kasaravalli         |                                                     |
| 1996 | America America       | Nagathihalli Chandrashekar |                                                     |
| 1999 | Kanooru Heggadathi    | Girish Karnad              |                                                     |
| 2000 | Mathadana             | T. N. Seetharam            |                                                     |
| 2002 | Singaravva            | T. S. Nagabharana          | Sandesh Nagaraj                                     |
| 2003 | Preethi Prema Pranaya | Kavitha Lankesh            | Kavitha Lankesh                                     |
| 2004 | Beru                  | P. Sheshadri               | Mitrachitra                                         |
| 2005 | Thaayi                | Baraguru Ramchandrappa     | Prameela Joshi                                      |
| 2006 | Kaada Beladingalu     | B. S. Lingadevaru          | K. M. Veeresh K. N. Siddalingaiah B. S. Lingadevaru |
| 2007 | Gulabi Talkies        | Girish Kasaravalli         | Basant Kumar Patil                                  |
| 2008 | Vimukthi              | P. Sheshadri               | Navyachitra Creations                               |

Derzeit erhalten Produzent und Regisseur des Gewinnerfilms je einen Rajat Kamal und ein Preisgeld von 100.000 Rupien.